# Tóth Pál (pedagógus, 1843–1903)
Tóth Pál (Miskolc, 1843. december 6. – Miskolc, 1903. október 27.) tanár, iskolaigazgató.

## Élete, munkássága
Apja Tóth András tímármester, anyja Rozvánszky Mária volt. A szülők korai halála miatt a családot a legidősebb nővér, Zsuzsa tartotta fenn. Középfokú tanulmányait a miskolci református gimnáziumban végezte, egyik tanára Lévay József volt. Érettségi után a sárospataki főiskolán egy évig a bölcseleti, három évig pedig a teológiai karon tanult. Ezután három évig volt gróf Bethlen Sándor családjánál nevelő, Erdélyben. A budapesti Pázmány Péter Tudományegyetem bölcsészettudományi karán, a latin-magyar szakon tanult még egy évig.
Az 1871-1872-es tanévben a szatmárnémeti református főgimnázium tanára volt, majd 1872-ben a miskolci református leánynevelő intézet igazgatója lett. Az akkor már 26 éves múlttal rendelkező iskolát Karacs Teréz alapította és vezette évekig, Tóth Pál Dóczy Gedeont váltotta ezen a poszton. Az iskolát sokáig a tiszáninneni református egyházkerület csekélyke adományából és tandíjakból tartotta fenn. Kitartó munkájának eredményeként az intézet lassan biztos anyagi alapokon működhetett, és 1897-ben négyosztályos, 1906-ban hatosztályos felsőbb leányiskolává vált, amely a leányok számára szervezett legmagasabb fokú iskolafajta volt akkoriban. Tóth Pál 1903-ban az iskola igazgatójaként hunyt el, sírja a Deszkatemetőben van.
Miskolc iskolatörténetének egyik meghatározó, nagy formátumú egyénisége volt, de pedagógiai munkásságán kívül aktív résztvevője volt a város kulturális, szellemi életének is, újságíróként, közéleti szereplőként is elismerték. Egyháztanácsos, a városi képviselő testület tagja, a tanügyi kör elnöke volt. Verseket, nevelésügyi és erkölcstani cikkeket tett közzé, főleg sárospataki, miskolci és fővárosi lapokban, tankönyveket írt. 1899-től a Borsod-Miskolczi Közművelődési és Múzeumi Egylet választmányi tagja, illetve alelnöke volt. Halála után szobrot kívántak állítani emlékére, de ez ismeretlen okból nem valósult meg.
Felesége Nagy Kornélia, egy szatmárnémeti tanárcsalád lánya volt, négy gyermekük született. Nevét Miskolcon ma a Lévay József Református Gimnázium diákotthona és egy martinkertvárosi utca őrzi. 1948 és 1950 között nevét viselte az általa vezetett leányiskola (ma Zrínyi Ilona Gimnázium) is.

## Főbb művei
- Ifjú leányok könyve. Elmélkedések felsőbb leánynöveldék és családok számára. Miskolc, 1875
- A borsod-miskolczi példány-óvoda története. Miskolc, 1879
- Leányaink és jövőjük. Budapest, 1881
- Erkölcstan Gymnasiumok, tanító és tanítónő-képezdék, polgári leányiskolák, leányintézetek számára. Miskolc, 1882
- Gyöngyvirágok. Imakönyv fiatal protestáns hölgyek számára. Budapest, 1882
- Magyar nemzeti irodalomtörténet. Tan- és olvasókönyvül iskolák és családok számára. Miskolc, 1883
- Lorántfy Zsuzsánna. Történeti Könyvtár 79, Budapest, 1885
- Magyar irálytan. Felsőbb leányiskolák és polgári leányiskolák számára. Miskolc, 1891
- Költemények. Fővárosi Lapok, Budapest, 1892
- A tűzhely körül. Elbeszélések az ifjúság számára. Miskolc, 1897
- A „Szarkaláb” és a „Havasi rózsa” magyarázata. Sárospatak, 1901

## Az egykori iskola
Tóth Pál iskolája a miskolci Zrínyi Ilona Gimnázium jogelődjének számít. Az iskola 1866-ban költözött a Palóczy László utca (akkori) 11–13. szám alatti földszintes épületbe. Tóth Pál igazgató folyamatosan küzdött egy új, korszerű iskolaépület felépítéséért, de ez csak halála után, 1905-ben valósulhatott meg. A terveket Korach Miksa és Horváth Mihály miskolci építészek készítették. Az új, egyemeletes épület (mai Palóczy utca 5.) a régi iskola mögötti részen, az utcafronttól távolabb épült fel, miközben a régi, földszintes épület is megmaradt, benne és az udvari rész két oldalon álló udvari szárnyakban – az 1960-as évekig általános leányiskola működött (lebontották, helyén épült fel a Miskolci SZC Kandó Kálmán Informatikai Technikuma). Az iskola 1938-ban felvette a nevét (miként az általános iskola is), majd az 1948-as államosítást követően Állami Tóth Pál Nőnevelő Intézeti Leánylíceum és Tanítóképző néven működött. A tanítóképző rész hamar megszűnt, és 1950-től újra megváltozott a neve Állami Vámos Ilonka Leánygimnáziumra. 1952-ben a gimnázium a Kálvin János utca 2. szám alatti iskolaépületbe költözött, 1957-től Zrínyi Ilona Gimnázium néven működik (1995-tól immár a Nagyváthy János utcán). Az iskola régi épületében 2023-ban a Magyar Államkincstár területi igazgatósága működik.

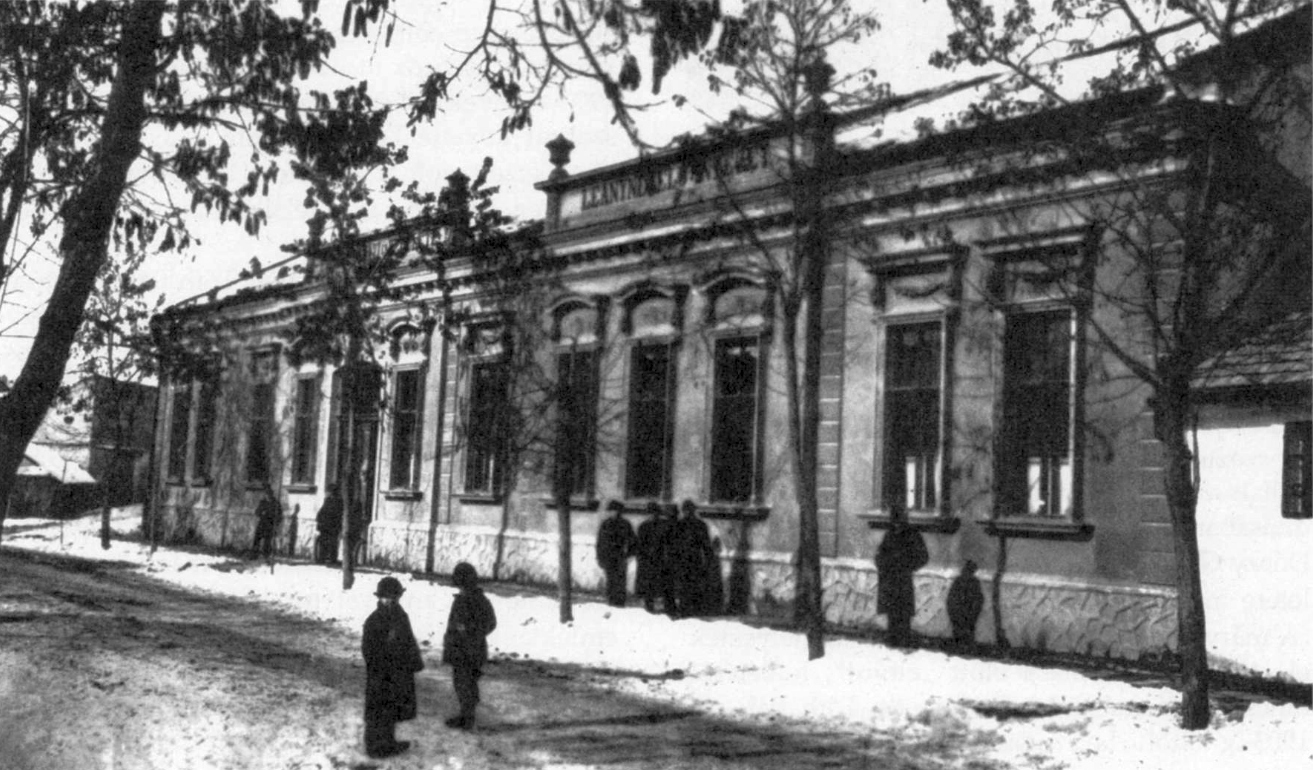
Az első iskola a Palóczy utcán, a századforduló körül
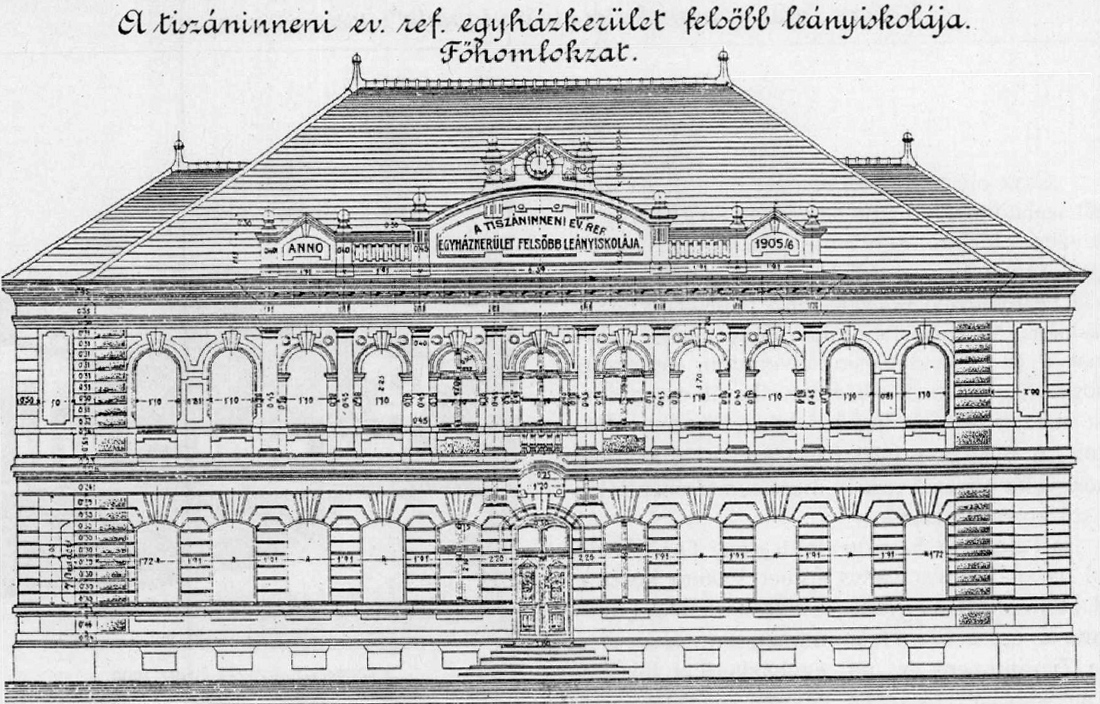
Az új iskola homlokzati terve, 1904
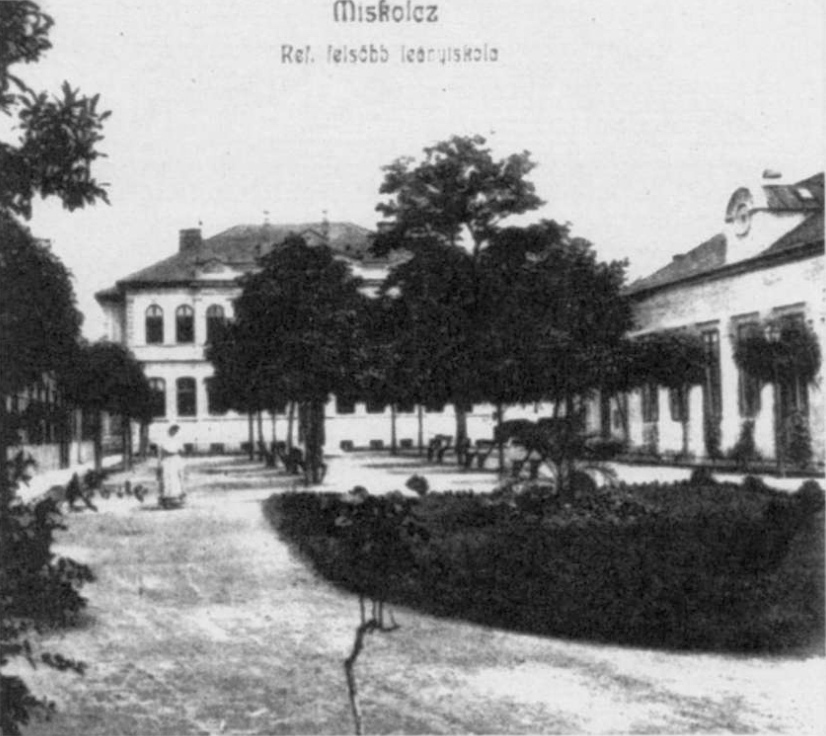
Az új iskola a régi épület mögötti téren
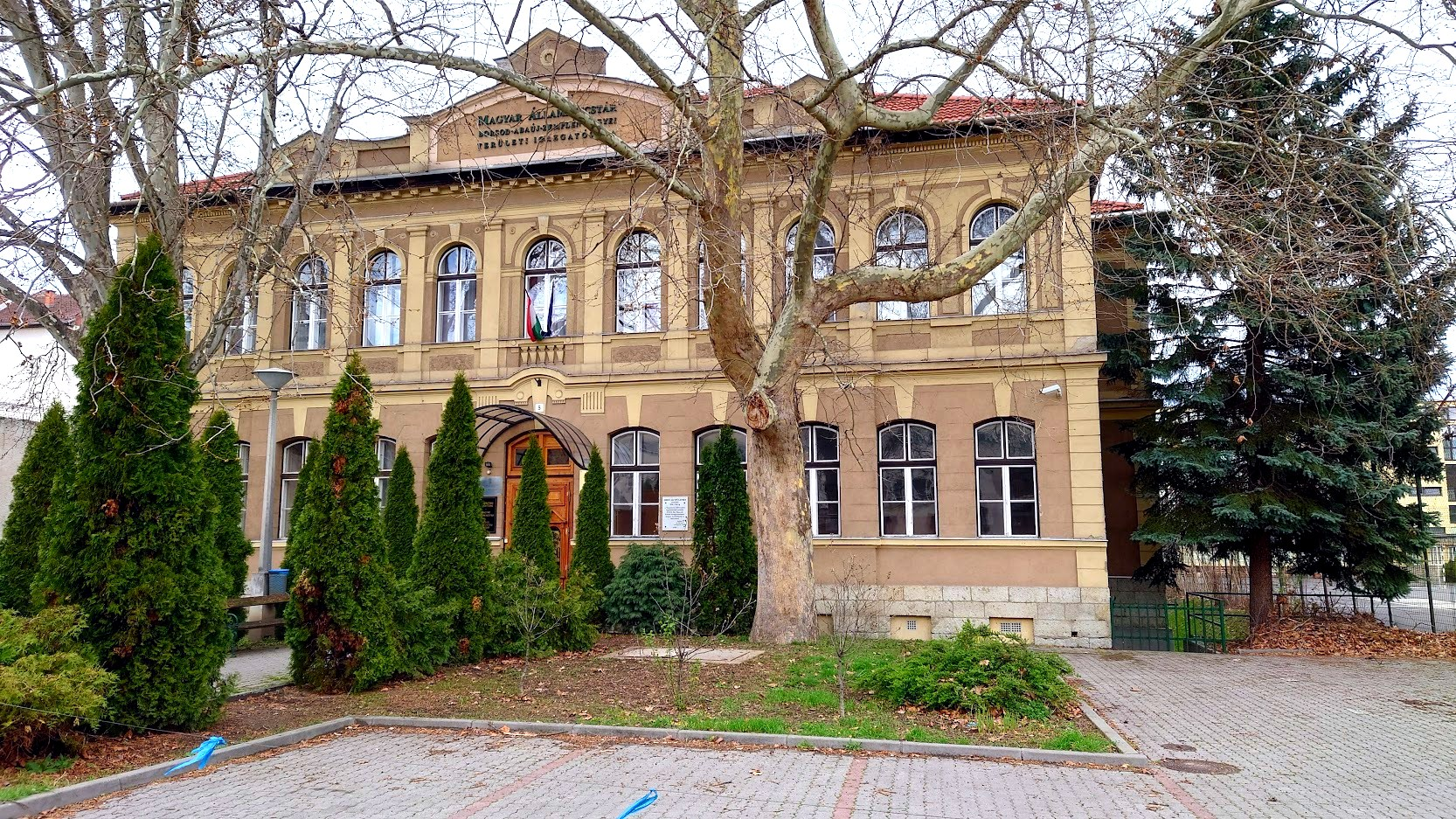
Az egykori iskolaépületben a Magyar Államkincstár területi igazgatósága működik (2023)